# منى الخليلي
منى محمد محمود الخليلي نسوية فلسطينية، تشغل منذ مارس 2024 منصب وزير وزارة شؤون المرأة ضمن حكومة محمد مصطفى.

## حياتها
وُلدت منى الخليلي في بيروت عام 1964. تحمل شهادة الدبلوم في الإدارة والحاسوب من جامعة القدس المفتوحة.
شغلت منصب أمين سر الاتحاد العام للمرأة الفلسطينية بين عامي 2009 و2024.
تُعد أحد أعضاء لجنة جائزة ياسر عرفات للإنجاز التي تمنحها مؤسسة ياسر عرفات.
في 28 مارس 2024، اعتمد الرئيس محمود عباس التشكيلة الوزارية للحكومة الفلسطينية التاسعة عشرة التي يرأسها محمد مصطفى ومنحها الثقة. وفي 31 مارس 2024، أدت الخليلي اليمين القانونية وزيرةً لشؤون المرأة في مقر الرئاسة الفلسطينية بمدينة البيرة.